# Crai Nou
Crai Nou es la ópera prima de la directora de cine rumana Alina Grigore; fue galardonada con la Concha de Oro de la mejor película en la 69.º Festival Internacional de Cine de San Sebastián. Versa sobre la violencia familiar y el jurado del certamen vasco reconoció en ella su "compromiso con el lenguaje cinematográfico", su valentía y su manera de plasmar "el fantasma de la libertad y el lado salvaje de la vida".

## Argumento
La película cuenta la evolución psicológica de una joven en proceso de perder su humanidad. Irina está luchando por obtener una educación superior y escapar de la violencia de su familia disfuncional.

## Reparto
- Ioana Chitu
- Mircea Postelnicu
- Mircea Silaghi
- Vlad Ivanov